# Società Sportiva Juve Stabia 2003-2004
Questa voce raccoglie le informazioni riguardanti la Società Sportiva Juve Stabia nelle competizioni ufficiali della stagione 2003-2004.

## Stagione
Nella stagione 2003-2004 la Juve Stabia è giunta al 1º posto nel campionato di Serie D nel girone G. Viene promossa, così al campionato di Serie C2 per l'anno successivo. Inoltre vince la Coppa Italia Serie D nello stesso anno. In campionato le vespe raccolgono 78 punti, due più del Potenza giunto al secondo posto, che ritorna anch'essa in Serie C2 vincendo poi i Play-off. Francesco Ingenito, centravanti delle vespe firmando 22 reti in campionato, ha vinto la classifica marcatori del girone G, ne ha realizzate 10 per la Viribus Unitis nella prima parte del campionato, poi a gennaio arriva a Castellammare di Stabia e ne realizza 12, notevole anche il contributo di Salvatore Sibilli, autore di 17 reti. Nella Coppa Italia di Serie D la Juve Stabia elimina nei trentaduesimi il Marcianise, nei sedicesimi l'Isola Liri, negli ottavi l'Ostia Mare, nei quarti il Milazzo, in semifinale l'Orvietana, nella doppia finale ha superato la Massese.

## Rosa
| N. |                   | Ruolo | Calciatore                   |
| -- | ----------------- | ----- | ---------------------------- |
|    | Italia (bandiera) | P     | Antonio Borrelli             |
|    | Italia (bandiera) | P     | Gianluca De Rosa             |
|    | Italia (bandiera) | D     | Ferdinando Santoro           |
|    | Italia (bandiera) | D     | Carmine Di Napoli (capitano) |
|    | Italia (bandiera) | D     | Roberto Di Martino           |
|    | Italia (bandiera) | D     | Alfonso Longobardi           |
|    | Italia (bandiera) | D     | Antonio Ruggiero             |
|    | Italia (bandiera) | D     | Renato Mancini               |
|    | Italia (bandiera) | D     | Vitale Di Domenico           |
|    | Italia (bandiera) | D     | Rosario Chiarello            |
|    | Italia (bandiera) | C     | Danilo Rufini                |
|    | Italia (bandiera) | C     | Antonio Esposito             |

| N. |                      | Ruolo | Calciatore           |
| -- | -------------------- | ----- | -------------------- |
|    | Italia (bandiera)    | C     | Giuseppe Flaminio    |
|    | Italia (bandiera)    | C     | Ciro Ianniello       |
|    | Italia (bandiera)    | C     | Antonio Guarro       |
|    | Italia (bandiera)    | C     | Fabio Andreulli      |
|    | Italia (bandiera)    | C     | Vincenzo Manzo       |
|    | Italia (bandiera)    | A     | Francesco Ingenito   |
|    | Argentina (bandiera) | A     | Josè Santiago Silva  |
|    | Italia (bandiera)    | A     | Luigi Castaldo       |
|    | Italia (bandiera)    | A     | Giovanni Russo       |
|    | Italia (bandiera)    | A     | Giovanni Baratto     |
|    | Italia (bandiera)    | A     | Salvatore Sibilli    |
|    | Italia (bandiera)    | A     | Alessandro Sciarappa |

## Risultati

### Fimali di Coppa Italia

#### Finali
| Arbitro: | Meli (Parma) |

|           |           |  |
| Ulivi 18’ | Marcatori |  |

| Arbitro: | Palazzino (Ciampino) |

|                                           |           |                    |
| Ingenito 6’, 61’, 74’ (rig.) Castaldo 89’ | Marcatori | 25’, 57’ Buzzegoli |